# Калмыцкая борьба
Калмы́цкая борьба́ или Бөк бәрлдән (калм. Бөк бәрлдән) — национальная калмыцкая борьба, которая является одним из элементов калмыцкой культуры. Известна также под названием «ноолдан» (драка). В настоящее время в Калмыкии регулярно проводятся республиканские соревнования по калмыцкой борьбе.

## История
Калмыцкая борьба возникла как средство самозащиты и искусство рукопашного боя. В самом начале своего формирования калмыцкая борьба наряду со стрельбой из лука и конными скачками была также предназначена для воспитания калмыцких воинов. Самые ранние известные сведения о бёки барилдан содержатся в исторической хронике «Летопись Самовидца» (1665 года) и в калмыцком эпосе Джангар, в котором описывается борьба двух богатырей:

«Ухватившись за красный кушак,

Нажал он жёлтым локтем своим

На позвоночный хребет врага.

Так нажал он локтем стальным,

Что мясо прорвал, дойдя до кости!

Ещё раз нажал и в третий раз -

И на ноги встал и много раз

Перебросил через себя

Тёгя Бюса, врага своего,

Скалы гранитные раздробя -

Так, что след лопаток его,

Туловища отпечаток его

Остался на граните горы»

После прихода калмыков в Русское царство в XVII веке калмыцкая борьба, кроме военной составляющей, приобрела также и культурный характер. При дворе калмыцких нойонов находились борцы, которые в определённые праздники устраивали бойцовские поединки, бывшие элементом торжества. С первой половины XIX века калмыцкая борьба стала приобретать массовость и борцы уже стали соревноваться в калмыцких селениях при значимых событиях калмыцкой жизни или по каждому удобному случаю.
Самое раннее упоминание о калмыцкой борьбе на русском языке содержится в записях российского дипломата Ивана Унковского, который писал: «и так с обеих сторон выходят борцы нагие, токмо в штанах, которые подобраны выше колен. И не дошедши один от другого сажени за четыре, подымут руки вверх, и искося глаза, потихоньку сходятся; и как сойдутся и приклонясь схватывают за штаны и великою силою один другого ломают и поворачивают. Сей калмыцкий народ с древних лет борьбу в великой похвальбе содержит и от малых лет каждый тому учиться и обвыкает».
В книге русского этнографа Василия Бакунина «Описание калмыцких народов, а особливо из них торгоутского, и поступков их ханов и владельцев», которая вышла в 1761 году даётся следующее описание калмыцкой борьбы: «Калмыки съезжаются к хану и отправляют празднество пусканием лошадей взапуски и борьбою нагих калмыков, которые мажутся маслом или салом».
О калмыцкой борьбе упоминают также Н. Нефедьев в книге «Подробные сведения о волжских калмыках» и П. Небольсин в книге «Очерки быта калмыков Хошеутовского улуса». П. Небольсин в своём сочинении даёт довольно подробное описание калмыцкой борьбы.
После Октябрьской революции калмыцкая борьба стала поддерживаться государственными властями Калмыкии, в которой стали организовываться соревнования по калмыцкой борьбе. Самым известным борцом в эти годы был Эрдни-Ара Шамбаевич Менкеев (Джанва Менкеев), который с 1921 по 1940 год регулярно занимал первое место в соревнованиях по калмыцкой борьбе. В 1940 году он выиграл Республиканскую Джангариаду в возрасте 45 лет.
В 1926 году в Калмыкии были основаны первые 18 борцовских кружков по калмыцкой борьбе. В 1935 году в Элисте был проведён I турнир-олимпиада по калмыцкой борьбе. Победителем на этом турнире стал Басанг Манджиевич Комушев, именем которого с 2008 года носит Всероссийский турнир по поясной борьбе. С 1935 года в Калмыкии стали проводиться регулярные республиканские соревнования борцов. В 30-40-е годы XX столетия был известен также борец Иван Михайлович Габунщин.
В 1958 году первенство Калмыцкой АССР по калмыцкой борьбе выиграл Ходжа Наранович Бадмаев. С 1958 года в Калмыкии ежегодно проводились республиканские спартакиады, в рамках которой проводились соревнования по калмыцкой борьбе. В 1959 году состоялась II Спартакиада, в которой приняли участие 495 борцов со всех районов Калмыкии.
В 1970 году мастер спорта по самбо Анатолий Жемчуев разработал правила соревнований по калмыцкой борьбе. Согласно этим правилам все участники соревновались в одном весе и было предусмотрено 8 весовых категорий. В 1982 году в ежегоднике «Спортивная борьба» вышла статья Анатолия Жемчуева «Калмыцкая национальная борьба», в которой была дана краткая характеристика калмыцкой борьбы. В 1997 году Анатолий Жемчуев усовершенствовал правила соревнований по калмыцкой борьбе, которые предусматривали возрастное деление спортсменов и введение новых весовых категорий.
В 2001 году в Калмыцком государственном университете было открыто отделение «Физическая культура». Калмыцкая борьба приобрела статус учебной дисциплины.
В настоящее время в Элисте действует Академия калмыцкой борьбы, находящаяся во 2-м микрорайоне.

### Основные соревнования
- 21 — 22 октября 1972 года в Элисте проходило первенство Калмыцкой АССР по калмыцкой борьбе, в которых участвовало 63 спортсмена. Первое место в этом соревновании заняла команда Элисты;
- 22 — 23 сентября 1973 года в Элисте было проведён чемпионат Калмыцкой АССР по калмыцкой борьбе. В 1974 году состоялась IV Спартакиада Калмыцкой АССР по семи видам спорта. В программу этой Спартакиады были включены соревнования по калмыцкой борьбе;
- 13 — 14 августа 1977 года на элистинском стадионе «Спартак» состоялось чемпионат Калмыцкой АССР по калмыцкой борьбе;
- 16 сентября 1978 года в Городовиковске состоялась VI Спартакиада Калмыцкой АССР, в рамках которой проводились соревнования по калмыцкой борьбе;
- 11 — 12 декабря 1982 года Комитет по физической культуре Калмыцкой АССР провёл первенство по калмыцкой борьбе в посёлке Комсомольском;
- 8 — 9 сентября 1984 года в Городовиковске состоялся чемпионат Калмыцкой АССР по калмыцкой борьбе;
- 21 — 22 сентября 1985 года в посёлке Комсомольском были проведено первенство Калмыцкой АССР. 14 — 15 декабря 1985 года в Городовиковске Областной Совет ДСО «Урожай» провёл Малую Олимпиаду по калмыцкой борьбе;
- 20 −21 сентября 1986 года в посёлке Советское в рамках IX летней Спартакиады Калмыцкой АССР состоялись соревнования по калмыцкой борьбе;
- 10 — 11 сентября в посёлке Советском были проведено первенство Калмыцкой АССР по национальной борьбе;
- 30 мая 1991 года в Элисте прошёл Республиканский спортивный фестиваль по национальным видам спорта, в программу которого были включены соревнования по калмыцкой борьбе;

С 1997 года в Калмыкии стал проводиться национальный праздник «Джангариада», который включал в себя соревнования по бёки берилган. Для «Джангариады» были разработаны специальные правила для борцов, участвующих в этом празднике. С 2002 года «Джангариада» обрела статус национального культурно-спортивного праздника. В 2009 году состоялась X Джангариада, в программу которой вошли соревнования по калмыцкой борьбе;
- В марте 2009 года в Москве был проведён I Московский турнир по калмыцкой борьбе.
- 19 июня 2011 года в Москве состоялся II Московский турнир по национальной калмыцкой борьбе.

## Правила
В основе бёки барилдан находится поединок двух борцов, который в настоящее время регламентирован определёнными правилами. Перед началом борьбы соперники становятся напротив друг друга и обмениваются рукопожатием.. Во время поединка разрешаются захваты за пояс, штанины, части тела, кроме захвата руками ног. В стойке разрешаются броски, сваливание и сбивание противника. Целью поединка является опрокидывание или сваливание противника на ковёр, чтобы тот коснулся ковра лопатками или спиной, что приводит к победе. Выиграть схватку также можно если  соперник коснулся коленом или рукой ковра.земли. Продолжительность поединка составляет пять минут. Дополнительное время 2 минуты. В дополнительное время борцы по решению жребия становятся в обоюдный захват (преимущество захвата у борца выигравший жребий) по команде судьи начинается борьба. выигрывает тот кто смог провести бросок, проигрыш засчитывается борцу за упор головой в грудь сопернику, и если руками упор в таз соперника, а также если один из борцов распустил захват. Также поражение засчитывается за явный уход от борьбы (после первого замечания), и нетактичное поведение во время соревнований. 

## Источник
- Цандыков В. Э., Калмыцкая национальная борьба «Бөки барилдан»: история и современность, Элиста, изд. «Джангар», 2011 г., ISBN 978-5-94587-481-7
- Цандыков В. Э., Основы базовой техники калмыцкой национальной борьбы «Бөки барилдан», Элиста, 2012-08-19